# Heriberto Urzúa
Heriberto Urzúa Sánchez (28 de noviembre de 1962) es un ingeniero comercial y empresario chileno.
Egresó del Colegio del Verbo Divino y más tarde se formó como ingeniero comercial en la Pontificia Universidad Católica, ambos de la capital chilena.
Dio sus primeros pasos en el mundo empresarial en Citicorp, bajo el alero de Sebastián Piñera, presidente de la República 2010-2014. De este equipo también formaban parte Juan Bilbao, Francisco Pérez Mackenna y Patricio Parodi, entre otros profesionales que después destacarían como hombres de empresa.
Mantuvo una sociedad con Juan Pablo Correa para operar la cadena de arriendo de videos Errols. A fines de los años '80 vendió su parte en ésta para financiar el máster en economía y dirección de empresas que cursó en el Instituto de Estudios Superiores de la Empresa de Barcelona, España.
Antes de ir a Barcelona, jugó por Chile en Miami el campeonato mundial de Bridge con su partner Patricio Jottar.
De regreso a Chile se integró a la filial local del Chase Manhattan Bank, donde desde una de las vicepresidencias lideró la compra de una participación en la operadora de telecomunicaciones Entel, lo que le significó ser, a los 30 años, director de esa compañía.
A los pocos meses, se le solicitó adicionalmente que fuese director de Sociedad Pesquera Coloso (de la Familia Izquierdo Menendez y Lecaros)
A mediados de los años '90 fue vicepresidente y cofundador de Generación Empresarial, entidad dedicada a promover valores entre ejecutivos y empresarios jóvenes. Actualmente es Consejero Asesor de dicha organización. En la misma época se incorporó a Costanera S.A.C.I, el holding del empresario local Alfonso Swett, donde llegaría a ocupar la vicepresidencia ejecutiva de la filial Forus.
Fue Director de Icare, donde posteriormente fue elegido en el Comité de Marketing y luego presidente del Círculo de Finanzas y Negocios, cargo de ejerció por 8 años. Durante su gestión impulsó temáticas relevantes asociadas a los gobiernos corporativos, generando encuentros y documentos públicos y aliándose con la consultora McKinsey.
Después del terremoto de 2010, fue elegido presidente del directorio del puerto San Vicente-Talcahuano, terminales que sufrieron los mayores impactos tras el sismo y tsunami que afectaron las costas chilenas. Desde el directorio, lideró un rápido proceso de reconstrucción y exitoso proceso de licitación del puerto de Talcahuano. Tras menos de un año de transcurrido el terremoto,  se concretó el proceso de concesión, el que finalizó de manera exitosa. Ello permitió recuperar infraestructura clave para el país, generando además una operación viable, beneficios para el fisco y la ciudad-puerto.
Por un periodo de seis años fue miembro del directorio de Embotelladora Andina, elegido con los votos de las Administradoras de Fondos de Pensiones (AFP). En 2007 arribó al directorio de La Polar, elegido con los votos de las propias AFP.
A mediados de 2011, justo después de estallar el escándalo asociado a las reprogramaciones, le solicitaron asumir como Presidente para hacer frente al impacto generado en el mercado. Lideró el directorio hasta que se regularizaron las operaciones en las acciones de la compañía.
Es accionista y director de la empresa Terraservice, dedicada a pospección minera desde 2009. Terraservice fue la firma que después de 17 días encontró a los 33 mineros que quedaron atrapados en la mina San José en 2010 tras un derrumbe, siendo la única compañía que fue exitosa en la búsqueda. Tras una intensa y épica labor, Terraserice alcanzó el refugio en el que se albergaban los mineros, a más de 688 metros de profundidad, salvándoles la vida. En el rescate final, a través de la compañía, con su maquinaria Strata 950 (robot que perfora grandes túneles) tuvieron a cargo el rescate llamado "PLAN A", que fue el respaldo de seguridad para los mineros. 
Actualmente es Director de Forus, Director de Empresas SB, Presidente de Agromcommerce, Presidente Agrícola Valle Verde.  Además es accionista de Hortifrut, donde también es director y con la que se relaciona a través de Agrícola Vida Nueva,  donde es presidente.
El 13 de abril de 2021 fue elegido consejero de la Sofofa, donde obtuvo la tercera mayoría entre 52 candidatos. 
Es además miembro del Board del Capítulo Chileno del IESE y  Presidente  la Fundación Chile Unido desde 2007, entidad que busca que las madres en embarazos no deseados no aborten sus hijos  (a la fecha son más de 5000 niños nacidos al amparo de la fundación).
En paralelo a sus actividades como director de empresas lidera su holding Patagonia Inversiones, en el cual maneja negocios inmobiliarios y agrícolas, entre otros. 